# 隆脉鳞盖蕨
隆脉鳞盖蕨（学名：Microlepia crenatoserrata）为姬蕨科鳞盖蕨属下的一个种。

## 扩展阅读
- 維基物種上的相關：隆脉鳞盖蕨